# Idan Amsalem
Idan David Amsalem (în ebraică עידן אמסלם) este un chitarist și compozitor israelian, membru al trupei de oriental metal Orphaned Land. În trecut, Amsalem a fost component al formației Armilos și a participat la înregistrări în studio pentru trupa Edenwar.
Idan Amsalem l-a înlocuit în Orphaned Land, la începutul lui 2014, pe chitaristul și membrul fondator Yossi Sassi.

## Discografie

### cu Orphaned Land
Albume de studio
- Unsung Prophets & Dead Messiahs (2018)
- Kna'an (2016)

EP
- Sukkot in Berlin (2015)

### Colaborări
- cu  Illusion Shankara & Hidden Trip  – producător a trei piese (albumul Bom Shiva, 2001)[7]
- cu Shlomit & RebbeSoul  – tobe pe piesa Spirit (Ruchi) (albumul The Seal Of Solomon, 2015)[8]